# Centrophorus
Centrophorus o centróforos es un género de 13 especies de tiburones de la familia Centrophoridae.

## Especies
El género cuenta con 15 especies:
- Centrophorus acus (no válido = C. granulosus) [2]
- Centrophorus atromarginatus
- Centrophorus granulosus
- Centrophorus harrissoni
- Centrophorus isodon
- Centrophorus lusitanicus
- Centrophorus moluccensis
- Centrophorus niaukang (no válido = C. granulosus) [2]
- Centrophorus robustus
- Centrophorus seychellorum
- Centrophorus squamosus
- Centrophorus tessellatus
- Centrophorus uyato (= Squalus uyato)
- Centrophorus westraliensis
- Centrophorus zeehaani (no válido = C. uyato) [3]